# Monte Thielsen
O Monte Thielsen, também conhecido como Cowhorn (klamath: hisc’akwaleeʔas),) é um vulcão em escudo, já extinto, localizado na Cordilheira das Cascatas, perto do Monte Bailey, no estado de Oregon, nos Estados Unidos. Tem 2799 m de altitude e 1019 m de proeminência topográfica. Como a atividade vulcânica terminou há cerca de 250 000 anos, os glaciares erodiram a estrutura do vulcão, criando declives íngremes e um pico piramidal. A sua forma pontiaguda atrai raios, por isso cria fulgurito, um mineral raro. O notório topo montanhoso é um ponto de atração da reserva do Monte Thielsen, um local de ambiente protegido para atividades recreativas, como esqui e caminhadas.
O vulcão foi produzido por subducção da placa Juan de Fuca sob a placa norte-americana. O vulcanismo na região remonta há cerca de 55 milhões de anos e estende-se da Colúmbia Britânica até à Califórnia. As quedas de água mais altas são formadas por vulcões inferiores a 3,5 milhões de anos, mas o Thielsen é um dos poucos vulcões extintos caracterizados por um ápice pontiagudo.
A área circundante foi inicialmente habitada por nativos da tribo Chinook e mais tarde foi descoberto por colonos polacos. Um dos visitantes foi Jon Hurlburt, um explorador incicial que designou a montanha em homenagem ao engenheiro Hans Thielsen. Mais tarde, outros exploradores encontraram o Lago Crater perto desta região. O vulcão não foi analisado senão em 1884, quando uma equipa do Serviço Geológico dos Estados Unidos recolheu amostras dos seus depósitos de fulgurito.

## História

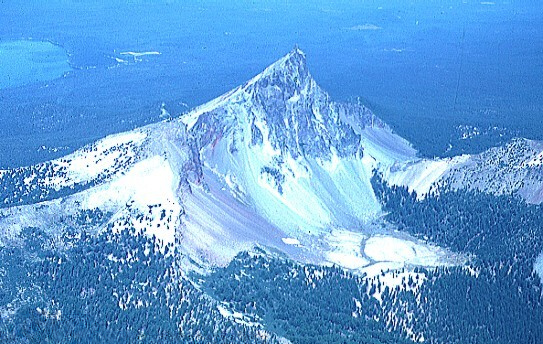
O Thielsen em vista aérea.

Originalmente, a região onde se situa este vulcão era habitada pelos ameríndis Chinook, que denominaram a montanha como «Hischokwolas», que em klamath-modoc se chamava «hisc'akwaleeas».
Em 1884, uma equipa do Serviço Geológico dos Estados Unidos dirigido por J.S. Diller começou a estudar as montanhas da Cordilheira das Cascatas. Entre os destinos que planeava visitar estava o Thielsen, que foi escalado e onde se obtiveram amostras das variantes de fulgurito. A forma pontiaguda do cume, que costuma ser atingida por relâmpagos que desfazem algumas rochas, deu lugar a um mineraloide conhecido como lechatelierito, variedade do fulgurito. Desta forma, o monte ganhou o epíteto de «para-raios das Cascatas».
Deixando este estudo de parte, o Thielsen e a área do lago Crater destacaram-se pela sua exploração nos séculos XIX e inícios do XX. Em 1853, mineiros de Yreka descreveram o lago: um afirmou ter «a água mais azul que tinha visto» e outro como «o profundo lago azul». A primeira frase foi dita Chauncy Nye para o Jacksonville Sentinel em 1862. Este recorda uma exploração de mineiros em busca de ouro que passou por um lago azul profundo. Os nativos americanos viveram na região e eram muito pouco tolerantes com os novos povoadores. Em 1865, Fort Klamath foi construído como santuário protetor. Um trilho foi construído para ligar o vale Rogue. Em finais desse ano, dois caçadores atreveram-se a ir ao lago; depois, outros exploradores os seguiram. Nessa altura, o lago ficou famoso pela cor distinta e pelas multidões que iam vê-lo. O primeiro não ameríndio que esteve na margem do lago foi o sargento Orsen Stearns, que desceu à caldeira. Um seu amigo, o capitão Franklin B. Sprague, deu-lhe o nome de «lago Majestade». O turismo continuou até 22 de maio de 1902, quando Theodore Roosevelt o declarou parque nacional.